# Brian H. Rowe
Brian H. Rowe (1931 – 22 de febrer del 2007) fou un enginyer estatunidenc d'origen britànic. Al llarg de la seva carrera fou conseller delegat de General Electric Aviation, així com membre de l'Acadèmia Nacional d'Enginyeria dels Estats Units, la Royal Aeronautical Society i l'Institut Americà d'Aeronàutica i Astronàutica. Rowe també era conegut pel seu paper en el desenvolupament del que aleshores era el motor d'aviació més potent del món per al Boeing 777. L'Acadèmia Nacional d'Enginyeria descrigué Rowe com «un home que contribuí a definir l'aviació al segle XX», mentre que General Electric l'anomenà «una figura eminent de la història de GE Aviation i un pioner dels motors de reacció de renom mundial».